# Кастинатели (Салерно)
Кастинатели је насеље у Италији у округу Салерно, региону Кампанија.
Према процени из 2011. у насељу је живело 208 становника. Насеље се налази на надморској висини од 499 м.